# U-Bahnhof Goetheplatz
Der U-Bahnhof Goetheplatz in München wurde am 19. Oktober 1971 eröffnet und war bis 1975 der Endpunkt der U3 und U6. Er ist ein besonderer Bahnhof, da er mit 135 Metern länger ist als alle anderen Bahnhöfe mit 120 Metern. Der Bahnhof liegt zum großen Teil unter der Lindwurmstraße und nur der nördliche Teil liegt unter dem Goetheplatz. Die Hintergleiswände bestehen aus blaugrauen Faserzementplatten, durch die sich das blaue Linienband zieht. Die Säulen wurden mit Fliesen in verschiedenen Grüntönen verkleidet. Die Decke besitzt kein Lichtband, sondern einzelne Leuchtstoffröhren, für die extra Löcher in der Deckenverkleidung sind. Der Boden ist mit Isarkiesel-Motiv ausgelegt, welches das Licht reflektieren soll. Am südlichen Ende erreicht man über Rolltreppen ein Sperrengeschoss und weiter die Lindwurmstraße. Am nördlichen Ende ist der Goetheplatz zu erreichen.

## Geschichte
Der Lindwurmtunnel vom Sendlinger Tor zum Goetheplatz – einschließlich des Bahnhofs – wurde schon zwischen 1938 und 1941 im Rohbau fertig und sollte ein S-Bahn-Tunnel werden. Die weiteren Arbeiten wurden kriegsbedingt eingestellt, der Rohbau diente bis zum Kriegsende als Luftschutzbunker. Der Tunnel wurde zum Bau der U-Bahn wieder verwendet und wurde am 19. Oktober 1971 eröffnet. Er war bis zur Erweiterung zum Harras 1975 der Endpunkt der U3 und U6.

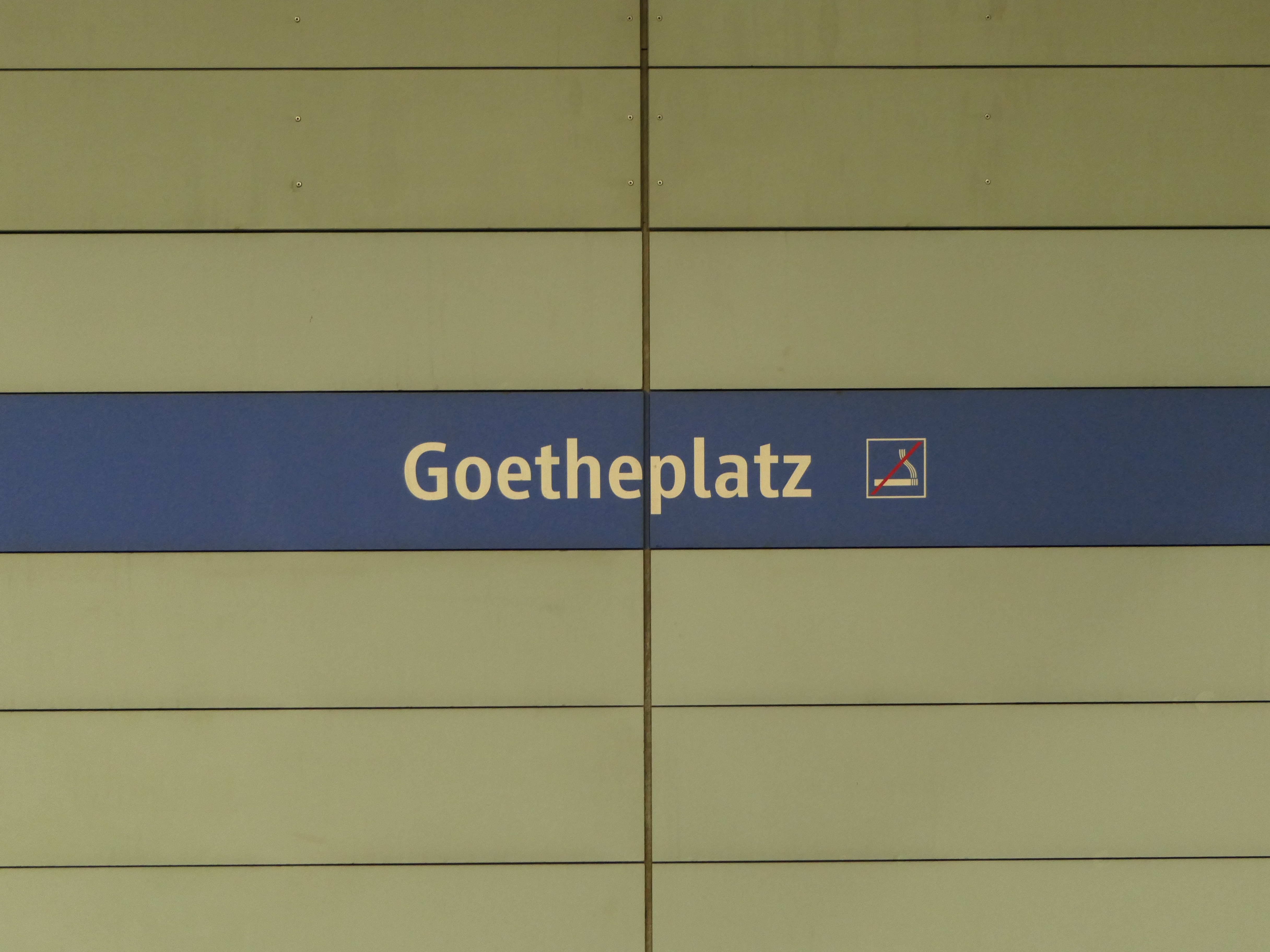
Stationsname an den Hintergleiswänden
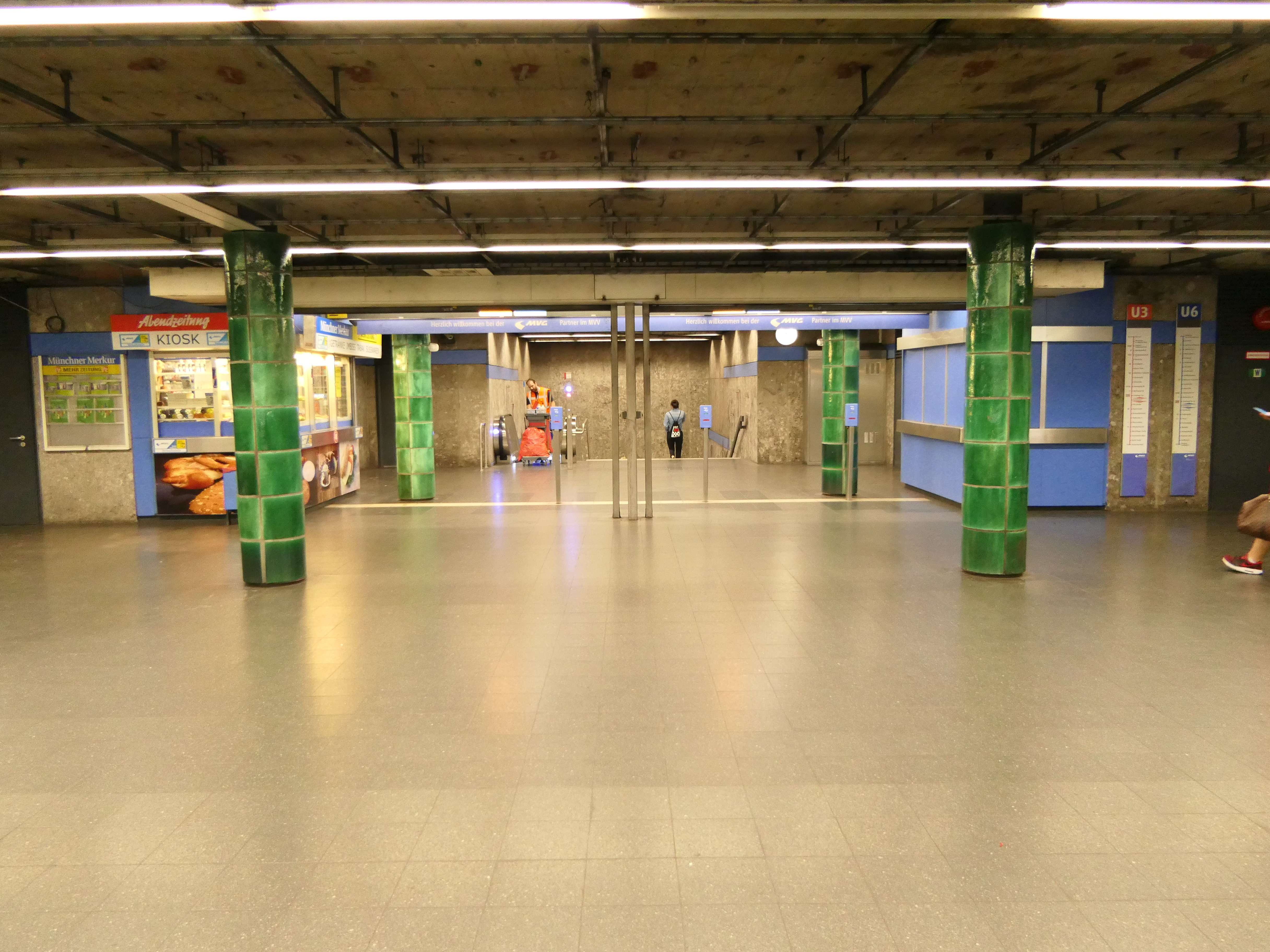
Verteilerebene
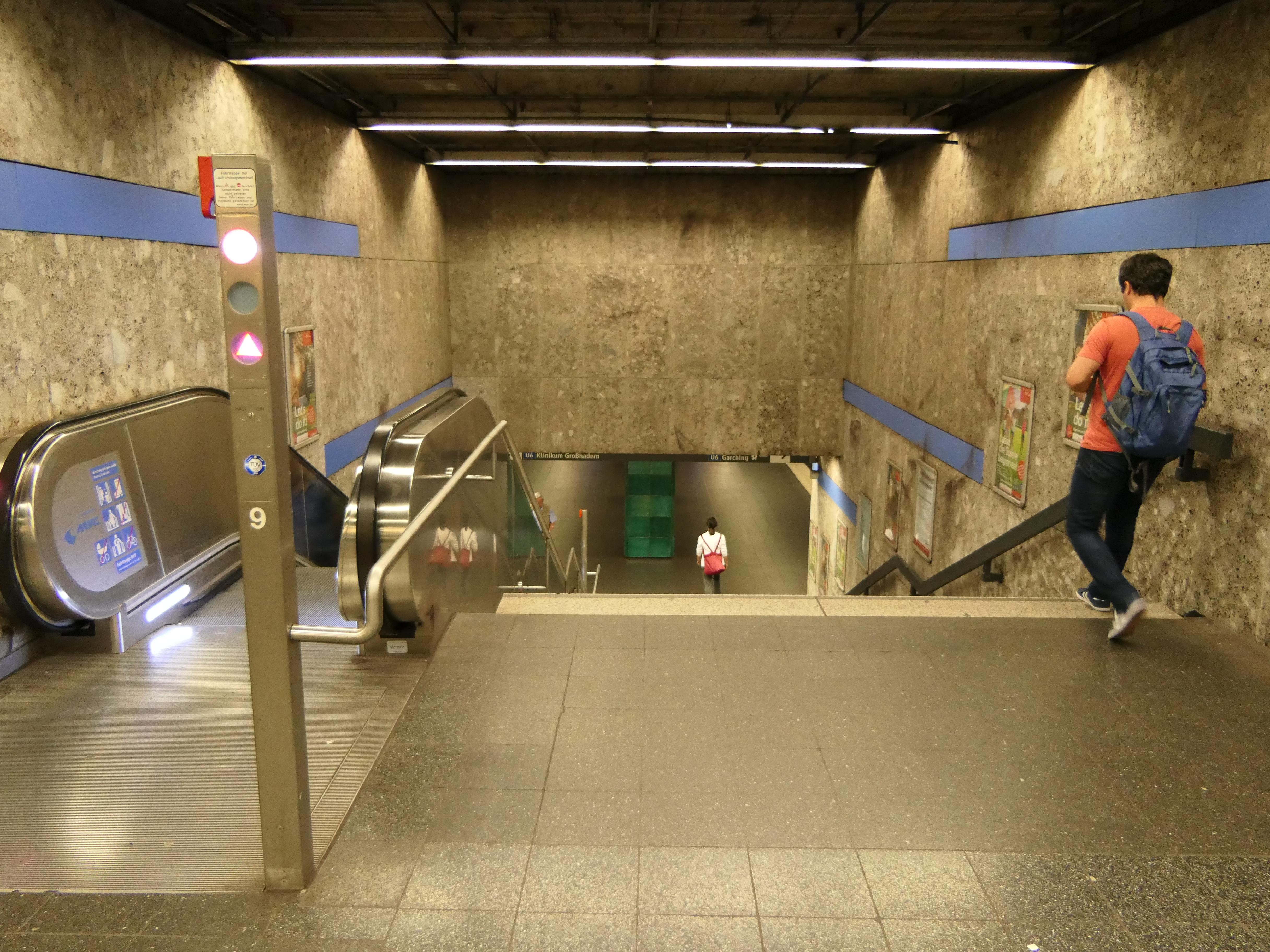
Abgang von der Verteilerebene zur Bahnsteigebene
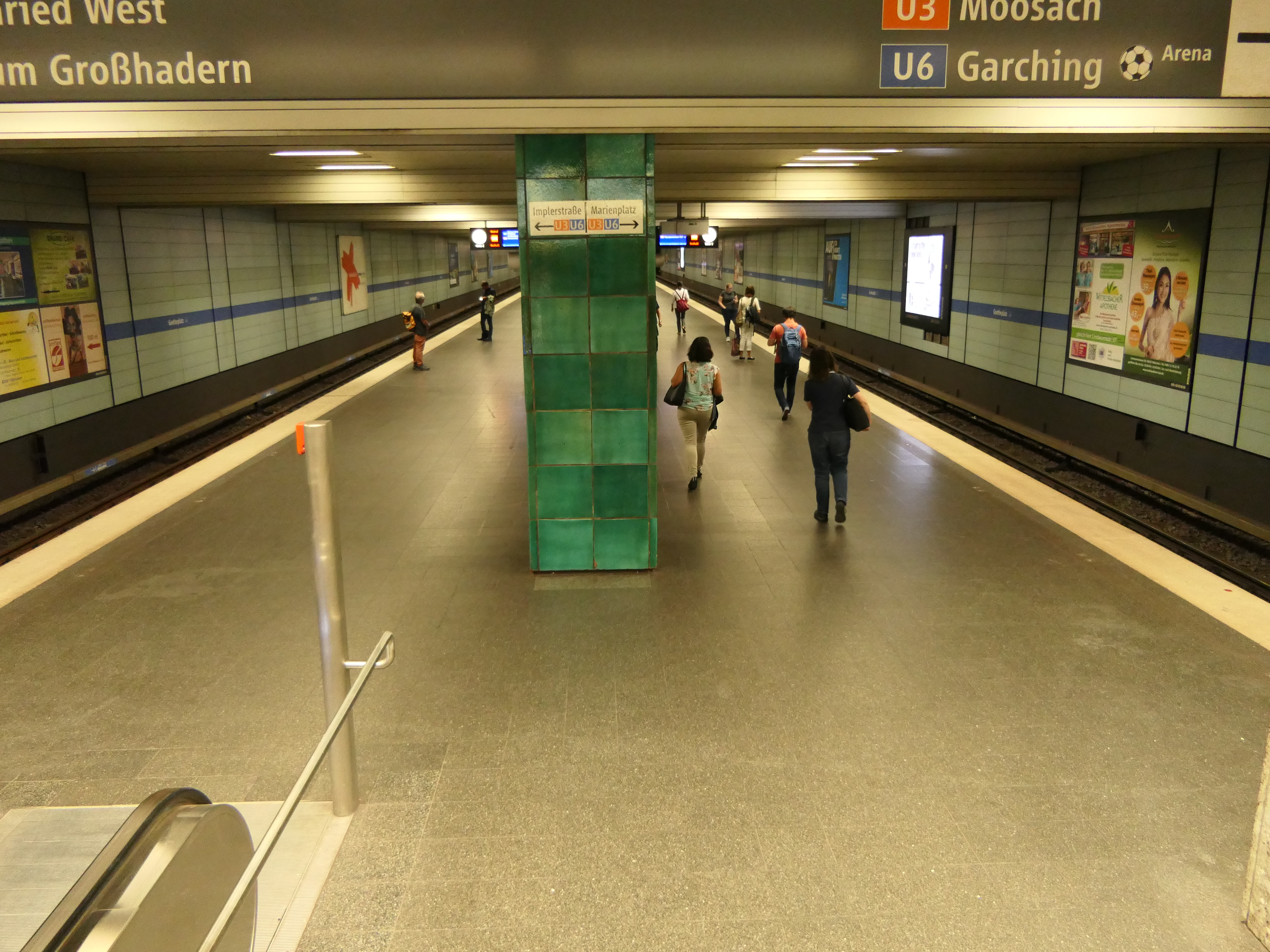
Bahnsteigebene 2018

| Linie | Linienverlauf |
| ----- | --- |
| U3    | Moosach – (797 m) – Moosacher St.-Martins-Platz – (880 m) – Olympia-Einkaufszentrum – (1416 m) – Oberwiesenfeld – (1061 m) – Olympiazentrum – (944 m) – Petuelring – (832 m) – Scheidplatz – (793 m) – Bonner Platz – (1042 m) – Münchner Freiheit – (579 m) – Giselastraße – (744 m) – Universität – (788 m) – Odeonsplatz – (640 m) – Marienplatz – (884 m) – Sendlinger Tor – (843 m) – Goetheplatz – (677 m) – Poccistraße – (624 m) – Implerstraße – (849 m) – Brudermühlstraße – (1149 m) – Thalkirchen – (1129 m) – Obersendling – (785 m) – Aidenbachstraße – (782 m) – Machtlfinger Straße – (1195 m) – Forstenrieder Allee – (808 m) – Basler Straße – (936 m) – Fürstenried West |
| U6    | Garching-Forschungszentrum – (2560 m) – Garching – (1827 m) – Garching-Hochbrück – (4208 m) – Fröttmaning – (830 m) – Kieferngarten – (1431 m) – Freimann – (1087 m) – Studentenstadt – (660 m) – Alte Heide – (740 m) – Nordfriedhof – (813 m) – Dietlindenstraße – (712 m) – Münchner Freiheit – (579 m) – Giselastraße – (744 m) – Universität – (788 m) – Odeonsplatz – (640 m) – Marienplatz – (884 m) – Sendlinger Tor – (843 m) – Goetheplatz – (677 m) – Poccistraße – (624 m) – Implerstraße – (1236 m) – Harras – (837 m) – Partnachplatz – (760 m) – Westpark – (1084 m) – Holzapfelkreuth – (1050 m) – Haderner Stern – (1097 m) – Großhadern – (731 m) – Klinikum Großhadern   |